# 牛岳パノラマオートキャンプ場 きらら
牛岳パノラマオートキャンプ場 きらら（うしだけパノラマオートキャンプじょう きらら）は、富山県富山市山田若土赤坂150-1番地に所在するキャンプ場である。1998年度に着工し、2001年7月13日にオープン。
牛岳オートキャンプ場 きらら（うしだけオートキャンプじょう きらら）と表記される場合もある。

## 概要
牛岳温泉スキー場セントラルゲレンデ上部東側30,000m2にあるオートキャンプ場で、富山平野・砺波の散居村を見渡すことが出来る。
場内にはバンガロー5棟（シャワー・トイレ・ミニキッチン付）、テント26張を収容するキャンプサイト（8.0m×8.0m、AC100V付）、天然芝を植え込んだ2,900m2の多目的広場、サニタリー棟（シャワー・トイレ・ランドリー・炊事場を完備）、管理棟（管理人常駐、公衆電話・自動販売機有り）が整備されている。
開設期間は5月 - 10月、定休日は火曜日だが、休日・夏休み期間中は休まず営業している。

## アクセス
いずれもE8北陸自動車道を利用。
- 富山ICから45分
- 砺波ICから40分
- 小杉ICから35分